# 天久
參數所指定的目標頁面不存在，建議更正成存在頁面或直接建立下列一個頁面（建立前請先搜尋是否有合適的存在頁面可以取代）：
- 天久 (那霸市)

天久（英語：Lucky Nine，前稱Luck or Design），是一匹曾在香港出賽的賽駒，練馬師是方嘉柏，為2012/2013馬季和2013/2014馬季最佳短途馬。競賽生涯中三勝國際一級賽。

## 競賽生涯

### 愛爾蘭
Luck or Design在愛爾蘭參與三場賽事，在兩場膠沙地賽事跑得接近，分別跑第二及第三。接著轉戰奈斯馬場的草地賽事大勝而回。

### 香港

#### 2009-10年馬季
天久在港兩場賽事由薛寶力策騎，分別跑第四及第三而回。5月16日天久取得香港第一場的勝利，當時擊敗了曾角逐分級賽的共創未來。6月6日勝出三班泥地賽事後，在六天後角逐第一班泥地1200米賽事，與五連勝的盈彩繽紛交鋒，雖然騎師何澤堯不能做磅，但在楊明綸策騎下仍然成為大熱門，結果跑第二而回。7月1日在第一班賽事中輕勝而回。

#### 2010-11年馬季
天久是首場賽事是香港特區行政長官盃，是由柏寶策騎，在最後階段力壓開心歡笑勝出。接著於香港三級賽國慶盃中負輕磅，以四馬位大勝步步穩等馬。接著在馬會短途錦標表現一般，只得第六。然後在香港短途錦標轉配巫斯義，仍然受到追捧，但是後上乏力，只得一席第七。接著在香港經典一哩賽重配柏寶，在200米望空後帶出，輕鬆勝出賽事。成為首匹dubawi子嗣勝出香港一級賽。接著在香港經典盃中，即使面對有所進步的軍事攻略仍然成為大熱門，馬匹在直路一度帶出，但不及後上強勁的雄心威龍，只能跑第二而回。天久後來角逐女皇銀禧紀念盃，捧成大熱門下，只能跑第三而回。賽後方嘉柏對於是否角逐香港打吡大賽顯得有保留，終於在公佈打吡出賽馬名單時退出。
接著，方嘉柏讓天久直接角逐冠軍一哩賽，在一度未能取得遮擋下留得太前，在直路衝刺不及軍事攻略跑第二。

#### 2011-12年馬季
天久的首場賽事是2011年9月11日日本阪神競馬場舉行的人馬錦標，在人馬錦標中因需要讓磅的關係並沒有看好，馬匹留守中間位置，內路在內欄殺上，曾經採取賽事主導的天久，最後終榮進女神超越屈居亞軍。
2011年10月2日在日本中山競馬場舉行的短途馬錦標，排在第一檔，一直跟隨前領馬守在好位，不過在直路上遇到安藤勝己的三人共舞突然內閃干擾，其他天久沒再發力，只能以第五名完成，柏寶提出申訴，但最終被駁回，日本的審議制度受到了香港馬迷的批評。
天久在12月11日直接角逐香港短途錦標，在賽事留守中間，於直路望空後末段帶出些許，以些微優勢勝出香港短途錦標，成為首匹北半球馬勝出香港短途錦標。
1月15日角逐百週年紀念短途盃，正值柏寶停賽，改為安國倫策騎，但賽事發揮一般，結果以第六名完成，賽後也有評論批評指示安國倫不懂在直路賽發揮馬匹。在主席短途獎迎回柏寶，被捧成大熱門。賽事在直路初段未能發力被時尚風采帶離，最後追回第二。天久增程1400米角逐女皇銀禧紀念盃，在終段遭到超新星精彩日子挑戰，在直路前早早望空受到精彩日子挑戰，最後兩匹馬同時外閃，結果天久以馬頭位險勝對手而回。
天久於3月31日角逐美丹馬場杜拜金莎軒錦標，但排了一個第12檔大外檔。馬匹沿途三疊蝕位下，仍能展開強勁的後上，結果在後上下仍然追不到大激鬥、火箭人，以第三名完成。返回香港再次增程一哩挑戰冠軍一哩賽，結果力拼屈居季軍而回。6月3日，天久陪同精彩日子角逐東京競馬場舉行安田紀念賽，天久看似在快步速望空發力，但在400米力弱無力挑戰，只能以第十二名完成賽事。

#### 2012-13年馬季
天久角逐短途馬錦標，在賽事中起步慢閘，幾乎在最後方的位置，在直路展開後上，最後以第五名完成。返回香港約一個多月，被安排在馬會短途錦標上陣，守在前領馬的後方，轉直路後望空，並取得領先，最後面對紅旗勇將追上，最終以馬頭位險勝。天久在香港短途錦標再度抽上大外檔，轉彎入直路仍然包尾，最後力追下只得一席第五。
天久在百週年紀念短途盃在開跑前成為大熱，馬匹順利跟在前方，不過在直路走勢平平，最後一步更被甜將追過，只能以第五名完成。天久在主席短途獎順利反擊，輕取恩格斯等馬奪得冠軍。其後決定放棄遠征海外，在女皇銀禧紀念盃與雄心威龍及精彩日子交手，最終奪得一席第四。在短途錦標以第七名完成後，5月19日，天久KrisFlyer國際短途錦標大勝3個馬位，是繼蓮華生輝及綠色駿威後，又一匹獲得KrisFlyer國際短途錦標冠軍的香港馬匹，隨後在冠軍人馬獎，成功當選最佳短途馬。

#### 2015-16年馬季
2016年1月29日，天久由於右前蹄不良於行的關係，宣布退出百週年紀念短途盃。2月23日，天久正式結束在港的競賽生涯，並於3月13日，在沙田馬場舉行榮休歡送儀式。

## 詳細賽績
| 日期       | 馬場   | 距離     | 級別 | 賽事名稱                     | 負重（磅） | 騎師     | 名次/出馬 | 時間      | 與頭馬距離 | 冠軍（亞軍）          |
| ---------- | ------ | -------- | ---- | ---------------------------- | ---------- | -------- | --------- | --------- | ---------- | --------------------- |
| 25/9/2009  | 鄧多克 | 膠沙6f   |      | 兩歲馬處女馬賽               | 123        | 施慕齡   | 2/14      | (1:11.95) | 1-3/4      | Moonreach             |
| 9/10/2009  | 鄧多克 | 膠沙7f   |      | 兩歲馬處女馬賽               | 129        | 施慕齡   | 3/14      | (1:26.28) | 1-1/4      | Manx Miss             |
| 18/10/2009 | 奈斯   | 草6f     |      | 兩歲馬處女馬賽               | 126        | 基士希斯 | 1/14      | 1:12.93   | 5          | （圍城）              |
| 14/3/2010  | 沙田   | 草1200   |      | 第三班讓賽                   | 120        | 薛寶力   | 3/14      | 1:10.37   | 2-1/2      | 明燈                  |
| 28/3/2010  | 沙田   | 草1200   |      | 樂善堂盃（第三班）           | 122        | 薛寶力   | 2/14      | 1:11.05   | 1-1/2      | 相見歡                |
| 16/5/2010  | 沙田   | 草1200   |      | 第三班讓賽                   | 112        | 何澤堯   | 1/12      | 1:09.95   | 頸位       | （共創未來）          |
| 6/6/2010   | 沙田   | 泥1200   |      | 第三班讓賽                   | 118        | 何澤堯   | 1/12      | 1:08.12   | 3          | （聖迪達）            |
| 12/6/2010  | 沙田   | 泥1200   |      | 第一班讓賽                   | 108        | 楊明綸   | 2/12      | 1:08.31   | 1-1/4      | 盈彩繽紛              |
| 1/6/2010   | 沙田   | 草1400   |      | 第一班讓賽                   | 112        | 何澤堯   | 1/13      | 1:21.87   | 頸位       | （安御）              |
| 5/9/2010   | 沙田   | 草1200   |      | 香港特區行政長官盃（第一班） | 119        | 柏寶     | 1/11      | 1:09.38   | 頸位       | （開心歡笑）          |
| 1/10/2010  | 沙田   | 草1400   | HKG3 | 國慶盃                       | 115        | 柏寶     | 1/14      | 1:20.43   | 3-3/4      | （步步穩）            |
| 21/10/2010 | 沙田   | 草1200   | G2   | 馬會短途錦標                 | 123        | 巫斯義   | 6/12      | 1:09.15   | 2          | 同一世界 火箭人       |
| 12/12/2010 | 沙田   | 草1200   | G1   | 香港短途錦標                 | 126        | 巫斯義   | 7/14      | 1.09.22   | 2-1/2      | 卡通飛機              |
| 23/1/2011  | 沙田   | 草1600   | HKG1 | 香港經典一哩賽               | 126        | 柏寶     | 1/12      | 1.34.25   | 1-1/4      | （軍事攻略）          |
| 20/2/2011  | 沙田   | 草1800   | HKG1 | 香港經典盃                   | 126        | 柏寶     | 2/12      | 1.48.29   | 1-3/4      | 雄心威龍              |
| 6/3/2011   | 沙田   | 草1400   | HKG1 | 女皇銀禧紀念盃               | 126        | 柏寶     | 3/10      | 1.21.85   | 1/2        | 締造美麗              |
| 25/4/2011  | 沙田   | 草1600   | G1   | 冠軍一哩賽                   | 126        | 柏寶     | 2/14      | 1.34.71   | 1/2        | 軍事攻略              |
| 11/9/2011  | 阪神   | 草1200   | GII  | 人馬錦標                     | 59公斤     | 柏寶     | 2/15      | 1:08.5    | 馬頭       | 榮進女神              |
| 2/10/2011  | 中山   | 草1200   | GI   | 短途馬錦標                   | 57公斤     | 柏寶     | 5/15      | 1:07.8    | 2-1/2      | 真機靈                |
| 11/12/2011 | 沙田   | 草1200   | G1   | 香港短途錦標                 | 126        | 柏寶     | 1/14      | 1.08.98   | 馬頭       | （盈彩繽紛 時尚風采） |
| 15/1/2012  | 沙田   | 草1000   | HKG1 | 百週年紀念短途盃             | 126        | 安國倫   | 6/12      | 57.25     | 1-1/4      | 鷹之團                |
| 5/2/2012   | 沙田   | 草1200   | HKG1 | 主席短途獎                   | 126        | 柏寶     | 2/12      | 1:09.14   | 3/4        | 時尚風采              |
| 4/3/2012   | 沙田   | 草1400   | HKG1 | 女皇銀禧紀念盃               | 126        | 柏寶     | 1/11      | 1.21.30   | 頭位       | （精彩日子）          |
| 31/3/2012  | 美丹   | 膠沙1200 | G1   | 杜拜金莎軒錦標               | 57公斤     | 柏寶     | 3/12      | 1:10.79   | 4-1/4      | 大激鬥                |
| 6/5/2012   | 沙田   | 草1600   | G1   | 冠軍一哩賽                   | 126        | 柏寶     | 3/14      | 1.35.40   | 1          | 軍事攻略              |
| 3/6/2012   | 東京   | 草1600   | GI   | 安田紀念賽                   | 58公斤     | 柏寶     | 12/18     | 1:32.1    | 5          | 強勁回報              |
| 30/9/2012  | 中山   | 草1200   | G1   | 短途馬錦標                   | 57公斤     | 柏寶     | 5/16      | 1:07.0    | 1-3/4      | 龍王                  |
| 18/11/2012 | 沙田   | 草1200   | G2   | 馬會短途錦標                 | 128        | 柏寶     | 1/14      | 1.08.83   | 短頭       | （紅旗勇將）          |
| 9/12/2012  | 沙田   | 草1200   | G1   | 香港短途錦標                 | 126        | 柏寶     | 5/12      | 1.09.03   | 3-1/4      | 龍王                  |
| 27/1/2013  | 沙田   | 草1000   | HKG1 | 百週年紀念短途盃             | 126        | 柏寶     | 5/14      | 56.76     | 2-3/4      | 鷹之團                |
| 17/2/2013  | 沙田   | 草1200   | HKG1 | 主席短途獎                   | 126        | 柏寶     | 1/9       | 1:09.28   | 3/4        | （恩格斯）            |
| 17/3/2013  | 沙田   | 草1400   | HKG1 | 女皇銀禧紀念盃               | 126        | 柏寶     | 4/9       | 1:21.45   | 5-1/4      | 雄心威龍              |
| 28/4/2013  | 沙田   | 草1200   | HKG2 | 短途錦標                     | 128        | 柏寶     | 7/11      | 1:09.93   | 2-1/2      | 好好計                |
| 19/5/2013  | 克蘭芝 | 草1200   | G1   | KrisFlyer國際短途錦標        | 57公斤     | 柏寶     | 1/11      | 1:08.71   | 3          | （神速寶駒）          |

## 血統背景
父系Dubawi是杜拜千禧最成功的子嗣，勝出愛爾蘭二千堅尼及女皇伊利沙伯二世錦標一級賽，配種成績非常成功，誕下多匹一級賽冠軍馬匹。母系Birjand出自Green Desert，出賽九次勝出三場，誕下天久後，於日本配種。

## 外部連結
- 香港賽馬會 （页面存档备份，存于）
- 血統表 （页面存档备份，存于）